# Улица Александра Тищинского
Улица Александра Тищинского (укр. Вулиця Олександра Тищинського) — улица в Новозаводском районе города Чернигова, исторически сложившаяся местность (район) Старая Подусовка. Пролегает от улицы Теробороны (Гагарина) до садово-дачных участков.
Примыкает улица Макаренко.

## История
Улица Крапивянского — в честь советского военного и государственного деятеля, уроженца Черниговщины Николая Григорьевича Крапивянского — была проложена в 1964 году от улицы Гагарина и была застроена индивидуальными домами.
12 февраля 2016 года улица получила современное название — в честь украинского общественно-политического деятеля, уроженца Черниговщины Александра Амфиановича Тищинского, согласно Распоряжению городского главы В. А. Атрошенко Черниговского городского совета № 46-р «Про переименование улиц и переулков города» («Про перейменування вулиць та провулків міста»)

## Застройка
Улица пролегает в южном направлении параллельно улицам Макаренко и Фёдора Уманца — к садово-дачным участкам до административной границы Черниговского горсовета с Черниговским районом. Парная и непарная стороны улицы заняты усадебной застройкой.
Учреждения: нет.